# Omobranchus elongatus
Omobranchus elongatus är en fiskart som först beskrevs av Peters, 1855.  Omobranchus elongatus ingår i släktet Omobranchus och familjen Blenniidae. Inga underarter finns listade i Catalogue of Life.